# Q.U.B.E. 2
Q.U.B.E. 2 est un jeu vidéo d'action et de réflexion développé et édité par Toxic Games, sorti en 2018 sur Windows, Nintendo Switch, PlayStation 4 et Xbox One.
Il fait suite à Q.U.B.E..

## Accueil
- Canard PC : 5/10[1]
- Gamekult : 4/10[2]
- GameSpot : 7/10[3]